# 朝原真行
朝原 真行（あさはら の さねゆき、生没年不詳）は、平安時代前期の官人。姓は無いと推定される。

## 経歴
仁和元年（885年）3月、主税大充のとき摂津国の官田を貸租する使として派遣された。他の事績は不明。

## 官歴
『日本三代実録』による。
- 時期不詳：主税大充